# Leyland-Verheul LVB668

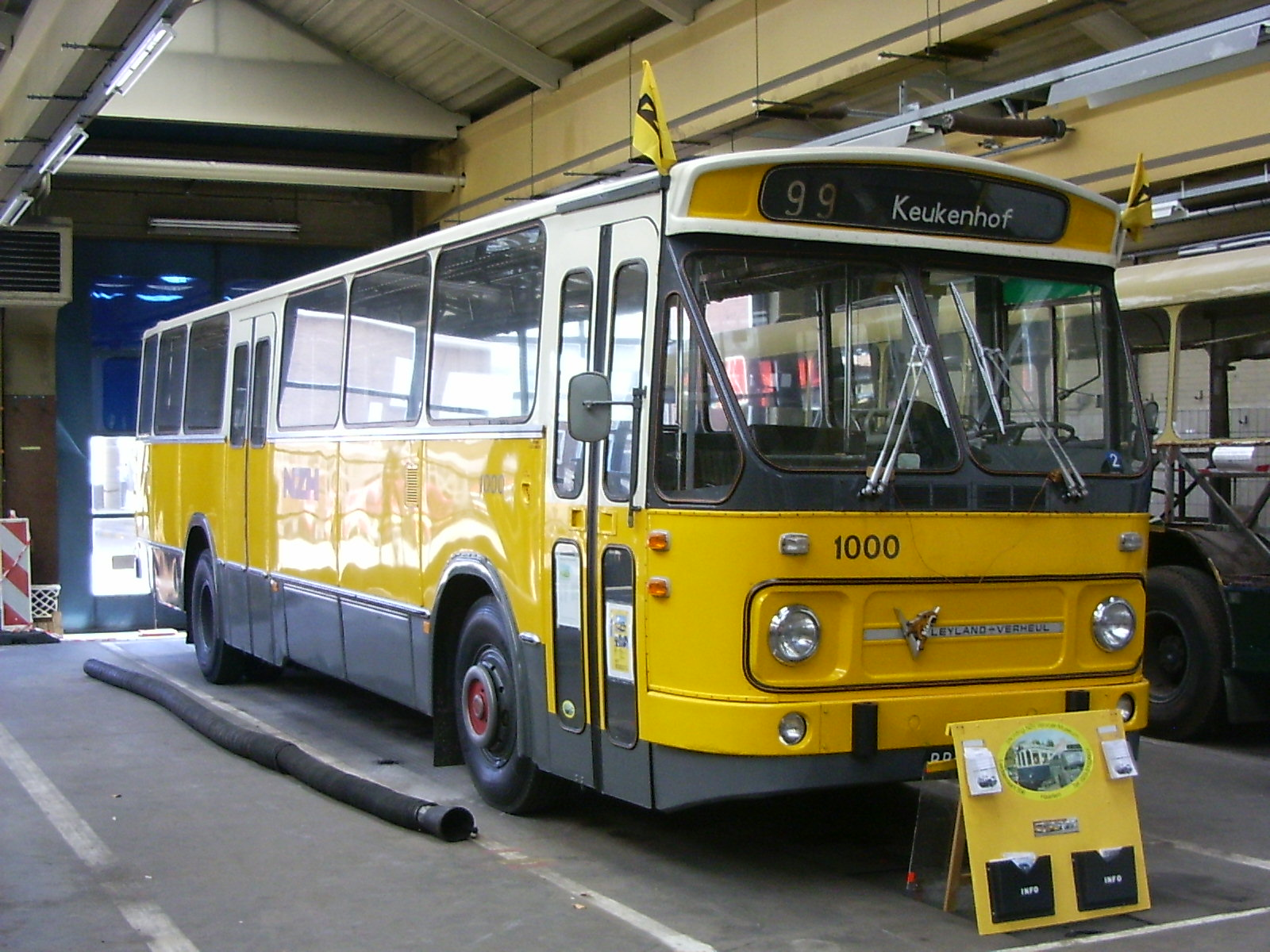
De eerste Gele Rijder, NZH-nummer 1000, in het NZH-Vervoermuseum

De Leyland-Verheul LVB668 (Leyland Verheul Bus met wielbasis 6 meter en Leyland-motor EO.680) is een in serie gebouwd type streekbus, geproduceerd door busbouwer Verheul te Waddinxveen met een zelfdragende carrosserie en met componenten van moederbedrijf Leyland op een chassis gebaseerd op het Leyland Royal Tiger Worldmaster chassis.

## Geschiedenis
Dit autobustype werd in 1967 geïntroduceerd als opvolger van de Leyland-Verheul LV, waarvan sinds 1958 verschillende modellen waren geproduceerd en die zelf de opvolger was van de eveneens zelfdragende Verheul-Leyland Royal Holland Coach.
In de periode van oktober 1967 tot oktober 1969 werden 130 bussen, genummerd 1000-1129, van dit type in dienst gesteld door de toenmalige dochterondernemingen van de Nederlandse Spoorwegen. In 1969 kwamen er nog vijf speciale bussen voor het KLM-Autobusbedrijf, genummerd 3007-3011. De officiële typeaanduiding van deze 140 bussen (ook KLM 3001-3005 behoorden technisch tot dit type) was LVB. Ook werden bussen geleverd aan particuliere streekvervoerders, die LVB668 als formele typeaanduiding hadden.
Bij het publiek vielen de bussen goed in de smaak en ook bij het rijdend personeel, vooral door de stuurbekrachtiging. De NZH presenteerde deze bussen in de hoofdzakelijk gele kleur bekend als Gele Rijders. Hoewel het streekgeel, dat al spoedig de standaardkleur werd van het Nederlandse openbaar vervoer, in 1967 werd gepresenteerd bij de komst van de eerste NZH-bus van dit type, werd een aantal van deze 130 standaard-streekbussen nog afgeleverd in de oude kleuren van de streekvervoerders. Vrijwel alle kregen al snel de gele kleur. Onder andere de bussen voor NTM en LTM werden in hun oude huisstijl geleverd.
De serie 1000-1129 is de eerste serie van de Nederlandse standaardstreekbus, die door diverse bouwers, waaronder vooral DAF en Den Oudsten, in grote aantallen geproduceerd is tussen 1967 en 1988. Deze bussen werden in de loop der jaren het gezicht van de Nederlandse streekvervoerders. De productie van nieuwe exemplaren liep nog door toen de 130 bussen van de eerste serie in het begin van de jaren tachtig al niet meer in dienst waren.

## Exemplaren
De volgende bussen zijn in 1967-1969 geleverd aan een aantal van de toenmalige NS-dochterondernemingen:
- NZH 1000-1062
- NTM 1063-1065 en 1122-1129
- Flevodienst 1066 en 1067
- LTM 1068-1091
- NBM 1092-1106
- Citosa 1107-1111
- Zuidooster 1112-1120
- NOF 1121
- KLM Autobusbedrijf 3007-3011 (het bedrijf was gelieerd met het NS-concern).

Het allereerste prototype, in 1967 in Engeland getest, werd aangekocht door de NHADO en kwam via de NACO in dienst bij de NZH onder nummer 998. Het eerste serie-exemplaar werd, ook in 1967, geleverd aan de NZH onder nummer 1000. Deze bus verblijft nu in het NZH-Vervoermuseum. Ook in diverse andere busmusea in Nederland is een gerestaureerd exemplaar bewaard gebleven.
Daarnaast hebben eind jaren zestig ook diverse particuliere ondernemingen de Leyland-Verheul LVB668 aangeschaft. De grootste daarvan waren de GTW en Maarse & Kroon, die exemplaren van een wat luxere variant in dienst stelden.
Het Gemeente Vervoerbedrijf Arnhem (GVA) stelde een aantal stadsbussen van dit type in dienst, evenals een trolleybusvariant, de Leyland-Verheul LVB6T, met een elektrische uitrusting in plaats van de Leyland EO.680-dieselmotor.
Na de sluiting van de Verheul-fabriek in 1970 werd de productie van de LVB op kleine schaal voortgezet door de carrosseriefabrieken Domburg en Van Rooijen, beide gevestigd in Montfoort, en in veel grotere aantallen door Den Oudsten in Woerden, die het de benaming Leyland-Den Oudsten LOB gaf.

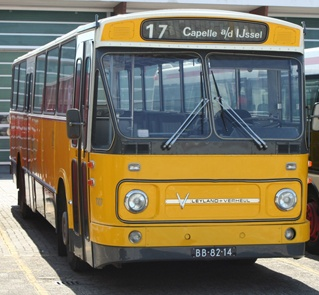
Citosa 1107 (Haags Bus Museum)
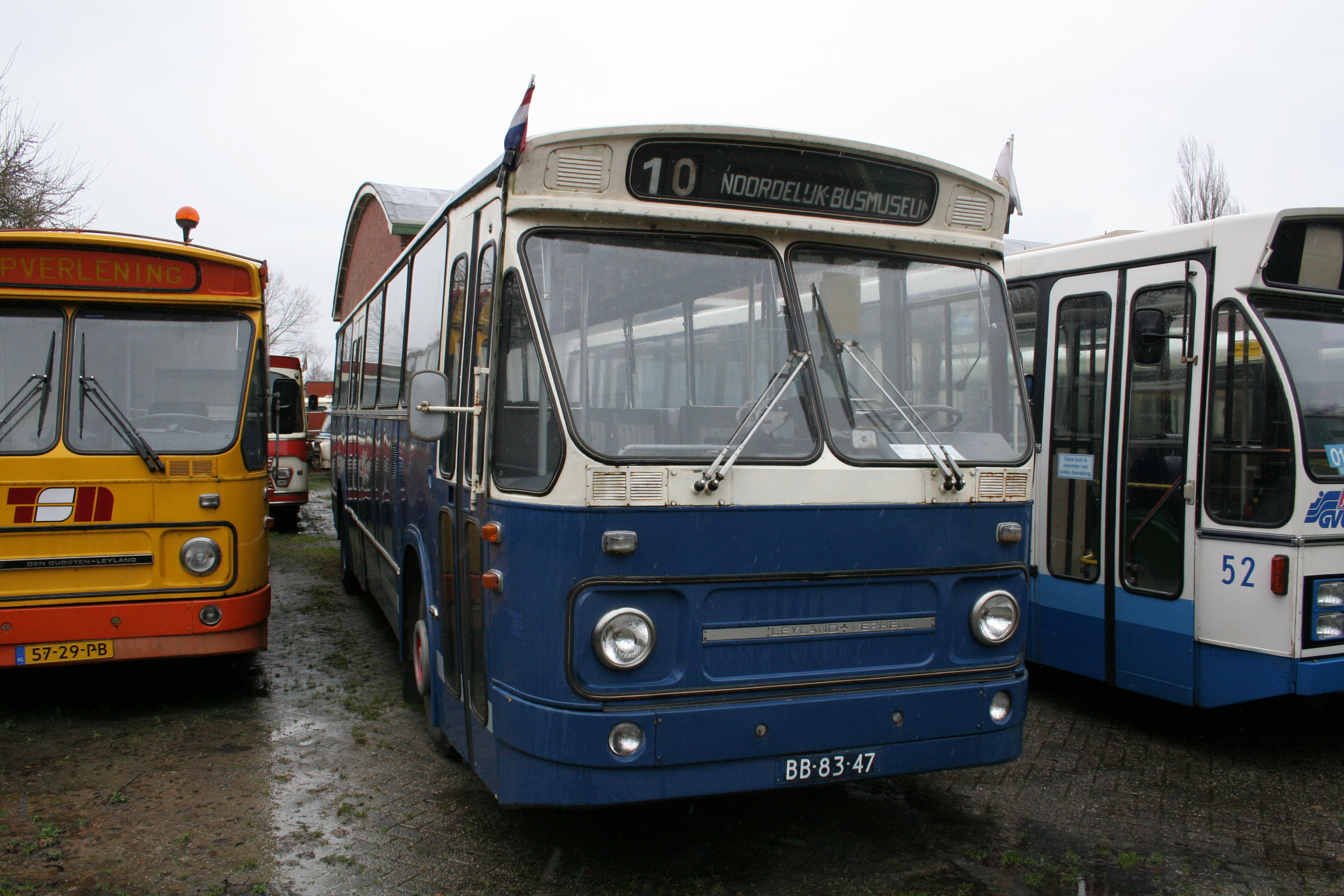
Citosa 1111 als NOF 1121, in 2014 na aanrijding gesloopt (Nationaal Bus Museum)
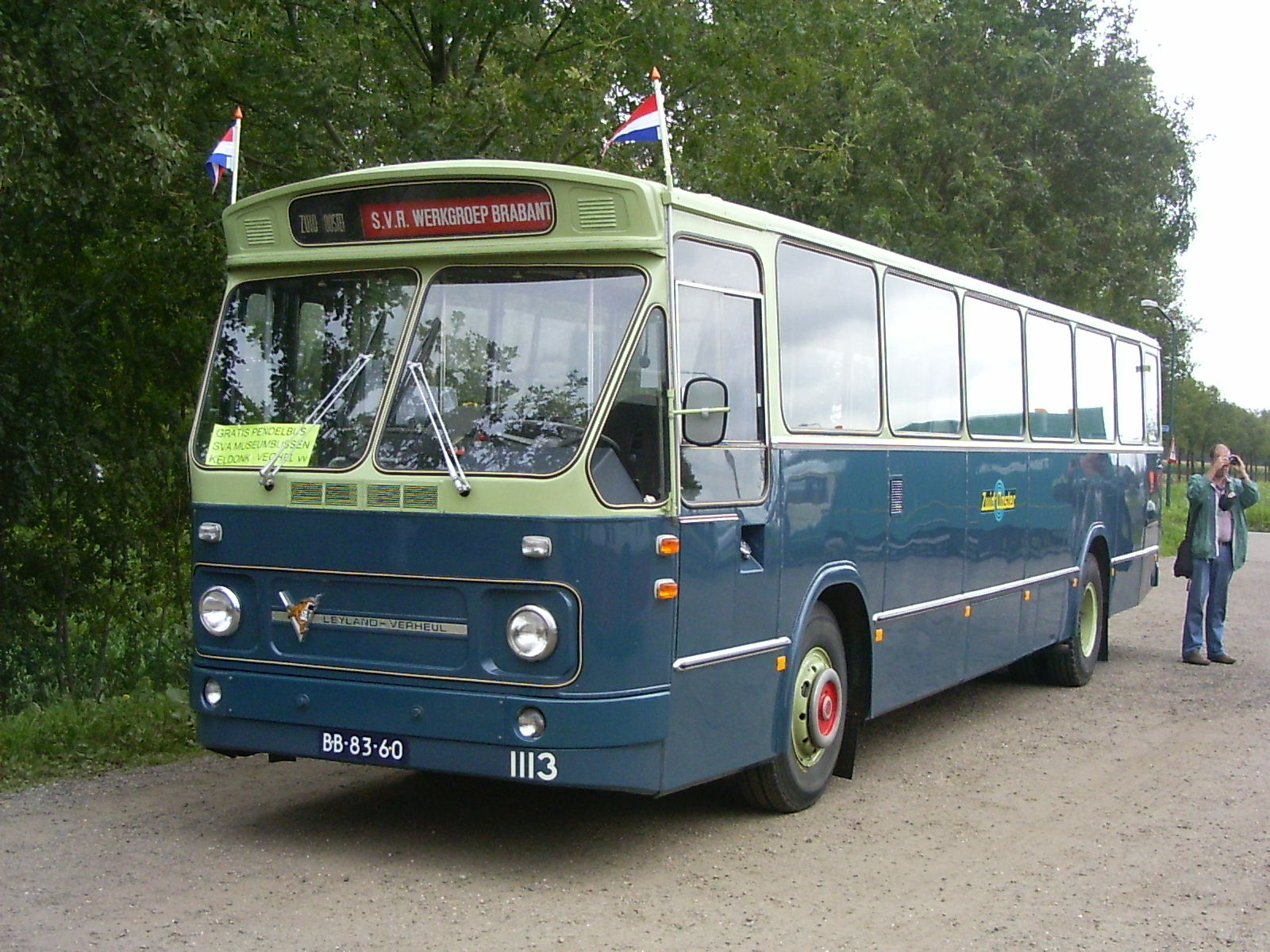
Zuidooster 1113 (Stichting Veteraan Autobussen)
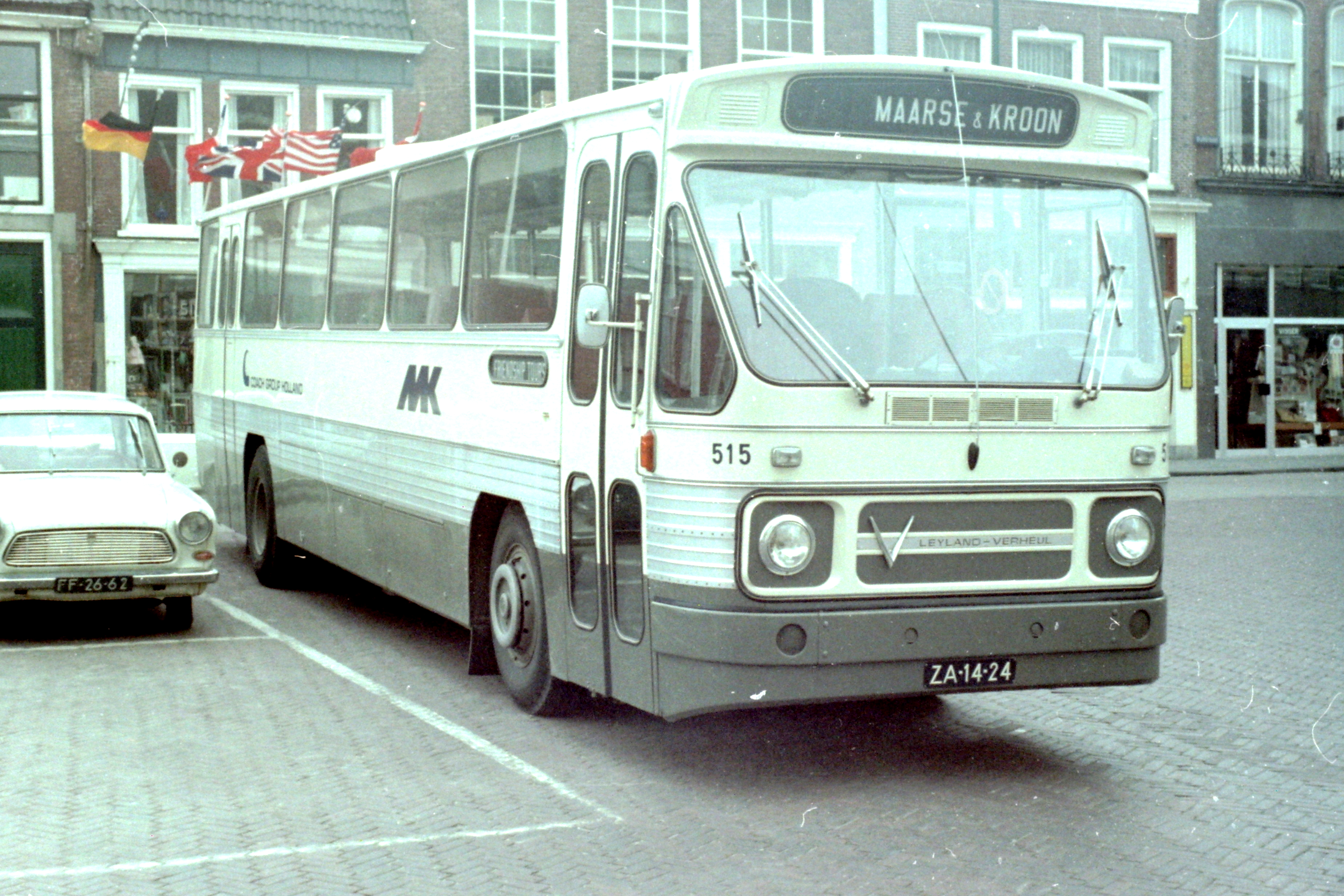
Maarse & Kroon-semitoerbus 515 (niet bewaard)
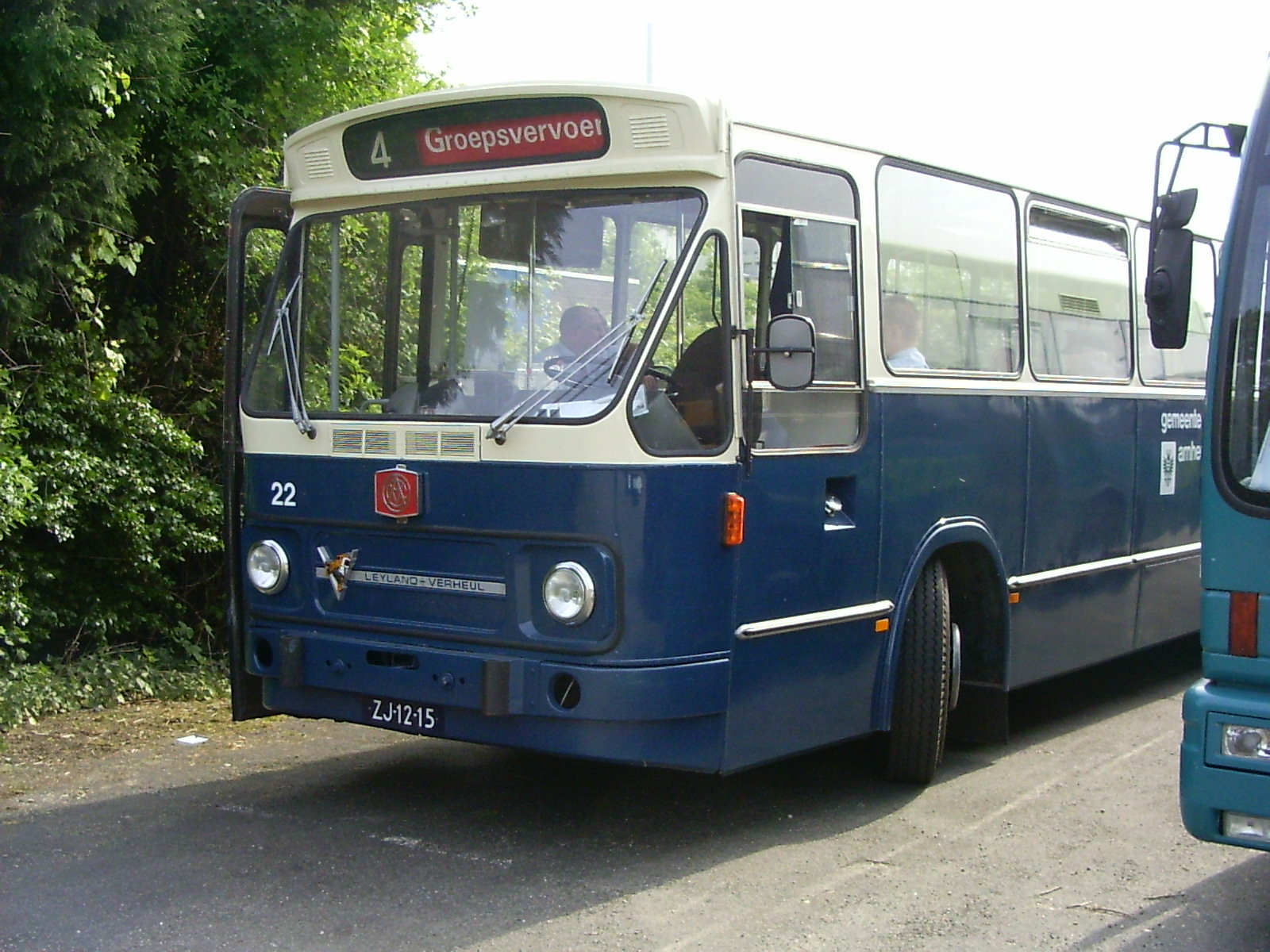
GVA stadsbus 22 (Stichting Veteraan Autobussen)